# Raphael Zuber
Raphael Zuber (Chur, 5 juni 1973) is een Zwitsers architect.

## Biografie
Raphael Zuber studeerde architectuur aan de ETH Zürich tot 2001 en werkte onder Valerio Olgiati in Zürich. Na zijn afstuderen richtte hij een architectenbureau op in Chur. Zuber heeft lesgegeven aan de Accademia di Architettura di Mendrisio, de Oslo School voor Architectuur en Ontwerp, de EPF Lausanne, de ETH Zürich, de Porto Academy en aan de Cornell-universiteit Ithaca. Raphael Zuber werd door Alejandro Aravena uitgenodigd voor de Architectuurbiënnale van Venetië in 2016.

## Galerij

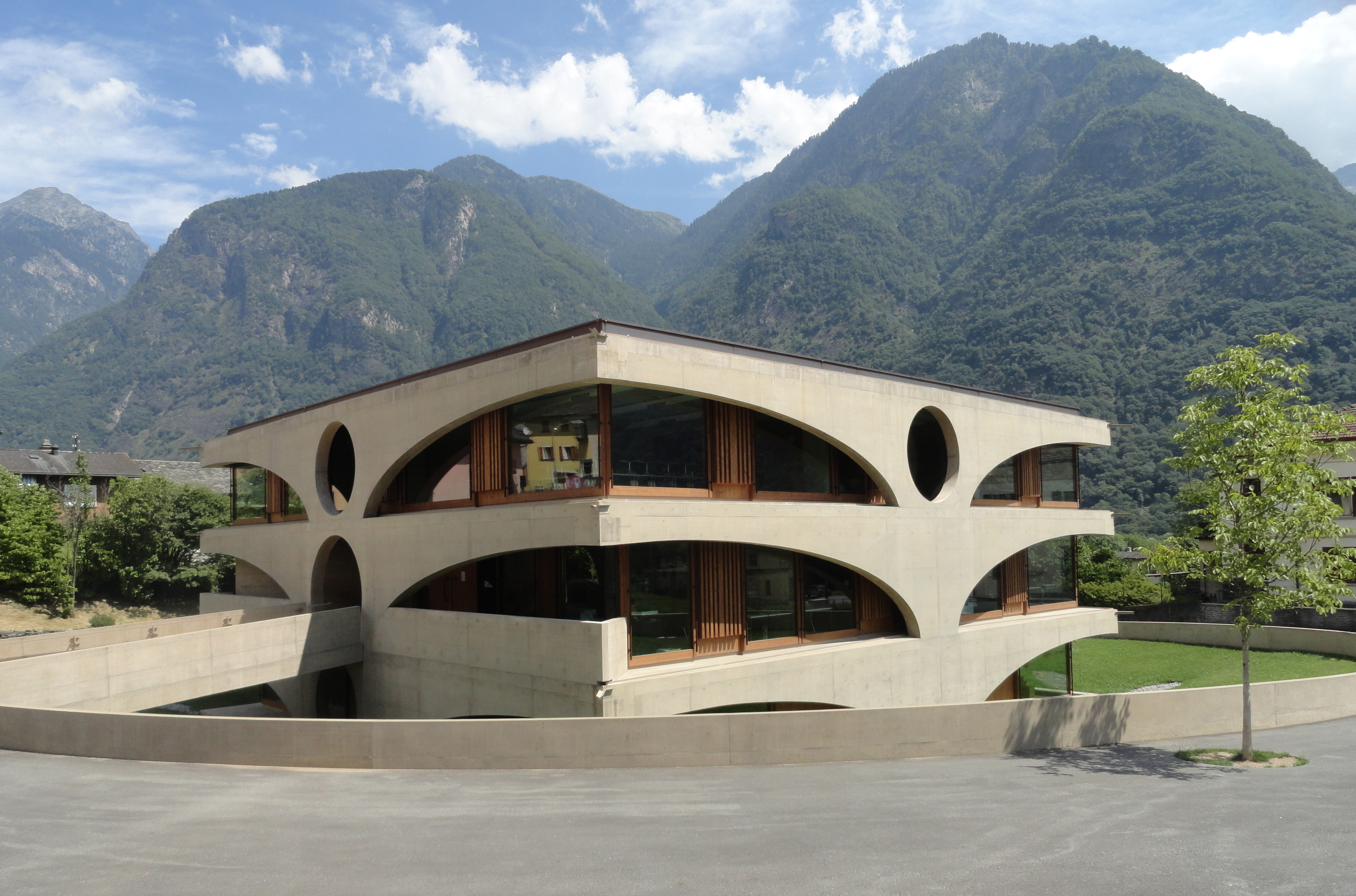
Schoolgebouw Grono, Zwitserland
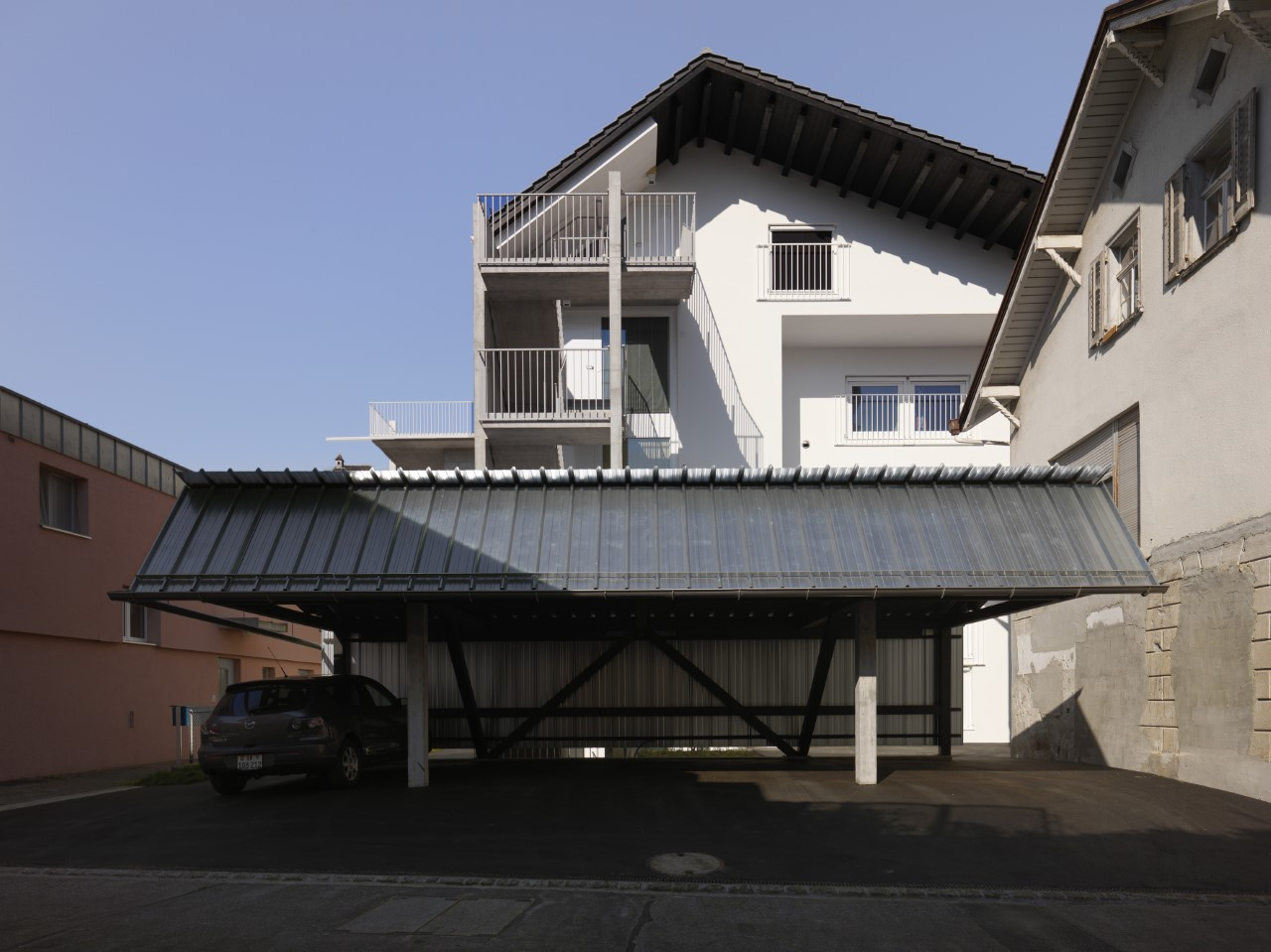
Flatgebouw, Domat/Ems, Zwitserland

## Werken
- 2007–2011: Schoolgebouw Grono, Zwitserland met Conzett Bronzini Gartmann en Maurus Schifferli[5]
- 2005–2016: Flatgebouw, Domat/Ems, Zwitserland met Conzett Bronzini Gartmann[6][7]
- 2014–2016: Inverted House, Hokkaidō, Japan met Oslo School voor Architectuur en Ontwerp en Kengo Kuma en Associates[8][9]
- 2018–2024: House at the Black Sea, Roemenië met Laura Cristea
- 2018–2026: Overdekt zwembad Gossau, Zwitserland met Ferrari Gartmann en Maurus Schifferli

## Projecten
- 1999: Woonhuis met zes kamers, Paradeplatz-Zürich, Zwitserland
- 2002: Triple Sand Gymnasium, Chur, Zwitserland met Helena Brobäck
- 2003: Etnografisch Museum van Neuchâtel, Zwitserland met Helena Brobäck
- 2005: Woon- en opslaggebouw, Maienfeld, Zwitserland
- 2010: Theater Lyceum Alpinum Zuoz, Zwitserland
- 2011: Kantoorgebouw, Monte Carasso, Zwitserland
- 2012: Universiteitscampusgebouw SUPSI, Mendrisio, Zwitserland
- 2012: Abdicatiehal, Steinhausen, Zwitserland
- 2012: Erlenmattschool, Bazel, Zwitserland
- 2014: Weekendhuis, Isle of Harris, Schotland
- 2015: Bejaardentehuis, Savognin, Zwitserland
- 2015: Stadstheater, Chur, Zwitserland
- 2019: Uitbreiding parlementsgebouw, Cluj, Roemenië[10]
- 2020: Een huis verbouwen, Stuls, Zwitserland
- 2023: Mamaia Seaside, Roemenië met Laura Cristea[11]

## Prijzen en onderscheidingen
- 2012: Architectuur- en ingenieursprijs voor aardbevingsbestendige constructie voor schoolgebouw Grono, Zwitserland
- 2013: Prijs voor goede gebouwen Graubünden voor schoolgebouw Grono, Zwitserland
- 2018: Erkenningsprijs van de stad Chur, Zwitserland

## Tentoonstellingen
- 2008: Foro de arquitectura Zürich, Zwitserland, "Was wird sein? - Gedanken zur Architektur der Zukunft".
- 2010: Zwitsers instituut in Rome, Italië, "19 Important buildings. A personal choice".
- 2011: Swissnex San Francisco, Californië, "Teaching Architecture".
- 2013: Foro de arquitectura Zürich, Zwitserland, "Zwischen-Formen: Wenn Haltung Raum bildet".
- 2014: London Metropolitan University, Engeland, "Young Swiss Public".
- 2014: AHO Gallery, Oslo, Noruega, "SPACES".
- 2015: Lighthouse Glasgow, Schotland, "Island: 8 Houses for the Isle of Harris, Outer Hebrides".
- 2016: De Koninklijke Noorse Ambassade, Tokio, Japan, "Inverted House".
- 2016: Architectuurbiënnale van Venetië, "SPACES".
- 2017: OAR Boekarest, Roemenië, "Inverted House".

## Publicaties
- AMAG #29, Boltshauser Architekten/ Lillit Bollinger Studio/ Raphael Zuber. AMAG PUBLISHER, Matosinhos, Portugal 2022; ISBN 978-989-53330-5-9
- Important Buildings. Zwitsers instituut in Rome, Kaleidoscope Press, Milaan, Italië 2010; ISBN 978-88-97185-01-7
- Important Buildings. A personal choice made by students with Raphael Zuber. Accademia di Architettura di Mendrisio, Zwitserland 2011; ISBN 978-3-033-02464-9
- Raphael Zuber – Four Projects. Pelinu Books, Boekarest, Roemenië 2020; ISBN 978-973-0-29819-2